# شبکه تک بسامدی
یک شبکه تک بسامدی(به انگلیسی single-frequency network) یا SFN یک شبکه پخش همگانی است که در آن چندین فرستنده به‌طور همزمان سیگنال یکسانی را از طریق کانال بسامدی یکسان ارسال می کنند.

مدل شبکه تک بسامد بالا: شبکه چند بسامدی پایین: شبکه تک بسامدی

هدف شبکه‌های تک بسامدی استفاده بهینه از طیف رادیویی است و امکان پخش تعداد بیشتری برنامه‌های رادیویی و تلویزیونی را در مقایسه با انتقال سنتی شبکه چند بسامدی (MFN) امکان‌پذیر می‌سازد. شبکه تک بسامدی همچنین ممکن است سطح پوشش را افزایش داده و احتمال قطع را در مقایسه با شبکه چند بسامدی کاهش دهد، زیرا کل قدرت سیگنال دریافتی ممکن است به موقعیتهای میانه بین فرستنده افزایش یابد.

## شبکه تک بسامدی پخش ویدئوی دیجیتالی–زمینی
در پخش ویدئوی دیجیتالی–زمینی عملکرد شبکه تک بسامدی به عنوان یک امکان در راهنمای اجرای آن توصیف شده‌است. این نوع طراحی فرستنده‌های مجدد، فرستنده‌های پر کننده شکاف (در واقع یک فرستنده همزمان کم مصرف) و استفاده از شبکه تک بسامدی بین برج‌های فرستنده اصلی را فراهم می‌کند.